# 福島第一原子力発電所のトラブル
福島第一原子力発電所のトラブル（ふくしまだいいちげんしりょくはつでんしょのトラブル）では、東京電力福島第一原子力発電所で発生したトラブルの内、2011年3月の爆発事故前に起こったトラブルについて説明する。

## 定量的傾向
舘野淳は1997年までの各機のトラブル件数を下記のようにまとめている。
- 1号機：68件[1]
- 2号機：42件[2]
- 3号機：24件[3]
- 4号機：10件[4]
- 5号機：18件[5]
- 6号機：14件[6]

初期に建設されたプラントにて不具合が多い傾向が見られ、舘野の著書でもそういった傾向には触れられているが、1980年に『投資経済』が取材した際の回答によれば、4号機以降では先行機の経験をフィードバックして最初から改善策を盛り込んだため、配管において1970年代後半に1〜3号機の稼働率を低迷させた応力腐食割れ問題は起こっていなかったという。

## トラブル一覧
下記は報道、公表されたトラブルの一部であり、小規模な事故は建設当初から発生している。
1973年6月25日　放射性廃液漏洩事故
発生時刻は16時32分で、原因は作業員のミスであった。この際東京電力は汚染土を除去し、残りの廃液を含んだ水を処理したが、従事した作業員の被曝量は安全基準を超えるものではなかったとされる。しかし、大熊町への連絡は何も無く、6月26日16時に共同通信記者からコメントを求められて初めて知った。東京電力は26日14時10分に報告していたが、その時点で事故から22時間経過していたことを大熊町は強く批判し、「地元をないがしろにし、場合によってはその信用を失ってもやむをえない」と述懐している。
1976年4月2日　2号機事故
構内で火災が発生したが外部には公表されなかった。しかし田原総一朗に宛てた内部告発により事故の発生が明らかになり、告発の一か月後東京電力は事故の発生を認めた。東京電力は「溶接の火花が掃除用布に燃え移った」と説明したが、実際にはパワープラントのケーブルが発火し、偽装のため東京電力社員がダクトの傍でボロ布を燃やしたという噂が下請社員間で流れた。同型のブラウンズフェリー（en）でケーブル火災による全交流電源喪失事故を起こした直後だったこともあり、東京電力はこの火災後、建屋内全域でケーブル類に耐火塗装工事を実施した。森江信は公式発表と実際の乖離例としてこの件を批判している。
1977年 墜落災害による死亡事故
森江信によれば、1977年にはタンク室で墜落災害による死亡事故が発生しているという。しかもこの時、救出された被災者は病院への搬送前にホールボディカウンターの検査を通すことになり、作業員への取材によれば搬送は数時間後のことだったが、東京電力は直後に搬送したと発表したとしている。
1978年11月2日 3号機事故
日本で最初の臨界事故とされるが、公表されたのは事故発生から29年後の2007年3月22日になってからであった。2007年頃、東京電力は当時相次いでいた不祥事の洗い出しをするため、過去の記録の再調査を行っていた。3月21日夜、東芝から東京電力に3号機炉心の中性子の計測記録に問題があった旨連絡が入った。報告によると、1978年11月、同記録の計測限界を示す状態が約7時間半続いていたことが記されており、当時の3号機当直員（東京電力社員）は「朝出勤したら制御棒が抜けていたので入れなおすように指示した。中性子の数値が上がっていたように思う」と証言した。原因は制御棒の水圧を調節する戻り弁の操作ミスで、1978年11月の事件の3ヵ月後に5号機、7ヶ月後には2号機で同様の制御棒脱落が起きていた。11月の事故が起きた時点で情報を水平展開していれば後の事故は防げた可能性を日本経済新聞は指摘している。
1978年 硫化水素中毒事故（号機不明）
森江信によれば、放射能以外にも作業者に対する危険はあり、1978年には2次系配管で硫化水素による中毒事故が起き、その理由として硫化水素ガスの発生が容易に予期出来るにも関わらず現場に満足な検知器も無かったためとしている。
1980年1月 1号機定期検査
証言者は平井憲夫、平井と一緒に作業に入った地元農家のS（匿名）という者で、原子炉建屋内での配管溶接作業前に溶接不良を防止するための清掃作業があり、平井の監督の下10数名で中に入った。汚染度はB区域であったが、Sともう一名が高線量被曝し、作業後何度もホールボディカウンタによる測定を実施しても当時の作業者の平均が1000カウントのところ、ほぼ全員が5000カウント以上、Sについては特に高く52万4866カウントであった。その日以来Sは炉内での作業から汚染度の低いエリアでの作業に配置転換されたが、人並みのカウントに戻るまでに3年4ヶ月を要した。更に、Sはその作業の日のホールボディの値を1986年に入って平井と恩田が聞き取りしに来るまで知らず、自身で初めて値を知ったのは32000カウントまで下がった時からだった。また、作業の日以降、だるさや頭痛、歯茎からの出血に悩まされたという。その後チェルノブイリ原子力発電所事故が発生して原子力発電への関心が高まったため、Sは高木仁三郎の紹介で大阪の病院で診察を受け、被曝症状の兆候が見られる旨診断されたが、この顛末を『週刊現代』1986年5月24日号で報じた上で東京電力に照会したところ、許容線量内の被曝量との答えだったという。
1981年5月12日 2号機スクラム
1981年5月12日、福島第一原子力発電所2号機にて復水器から原子炉に冷却水を戻す「給水ライン」の電源装置に異常が発生、高圧復水ポンプ、給水ポンプ計4台が連鎖的に停止し原子炉に水が戻らなくなるトラブルが発生し、最終的にスクラムがかけられた。この際、圧力容器内に溜まっている水が抜けないように主蒸気隔離弁が閉鎖されたが、この時に、崩壊熱を受けて増大する上記の圧力を一定以下に保つためのもう一種の弁、主蒸気逃がし安全弁が開閉操作を繰り返すことなく、20分近く開いたままとなり、発生した蒸気が捨てられ続けた。その間、運転員は一度停止したポンプを再起動し、給水を回復させた。山崎久隆は、運転員の操作について、一度異常で停止したことで信頼に疑問のあるポンプを再起動させ、主蒸気逃がし安全弁を開いて通常運転時の70気圧から25気圧まで減圧したことで、水が減圧沸騰により冷却水が急速に蒸気となる可能性も考慮するべきだったと主張、水位が燃料頂部より高い位置を示しているというだけで、すぐ水を補充しなかった判断を批判している。
また、このトラブルは当時ECCSが作動していた事実が公表されず、1992年9月29日に同2号機にてスクラムのトラブルが発生した際、資源エネルギー庁がマスコミの要求に応じて過去のECCS作動事故の一覧を公開した際明らかとなった。1992年9月のトラブルでは生チャートと事故の推移資料が提供されていたため、市民団体は追加の情報公開を求めたが「保存年限を経過してしまっているので、何も残っていない」と回答し、1981年当時東京電力が国会議員宛に提出した資料だけが公開情報として残されたという。山崎久隆はトラブル隠しが行われた背景として、事故の前月の4月18日、日本原子力発電敦賀発電所にて放射性廃液の漏洩事故があったため、福島県議会も事故当日である5月12日に福島第一原子力発電所へ立入調査を行っていた事実を提示している。事故発生は深夜の0時17分であったので報告は時系列上に可能だったが、実際には東京電力は調査団に「水位低下による原子炉停止があった」としか知らせず、資源エネルギー庁にのみECCS作動の事実を分析結果の添付無しで報告したにすぎなかった。そのため、調査団は敦賀事故で問題になっていた廃液処分設備などを中心に視察し、7月1日の議会答弁で問題が無い旨で報告しめくくっているという。
1982年11月 4号機定期検査
恩田勝亘が平井憲夫に取材したところでは、1982年〜1983年頃、4号機の定期検査中に未熟な社員が間違ったバルブ操作をして汚染水を空調ダクトに流出させたことがあり、高濃度に汚染されたダクトを監督レベルの作業者を集めて秘密裏に処理したこともあるという。東京電力は1982年11月に指摘と類似の事故があったことは認めているが、過渡の被曝については認めていない。
1990年9月9日 3号機事故
主蒸気隔離弁を止めるピンが壊れた結果、原子炉圧力が上昇して「中性子束高」の信号により自動停止した。INESレベル2。
1991年6月13日 1号機
格納容器の気密試験の漏洩率を隠蔽するため圧縮空気を注入して国の定期検査を偽装して合格した。これにより1号機は1年間の運転停止処分となった。
1998年2月22日 4号機
定期検査中、137本の制御棒のうちの34本が50分間、全体の25分の1（1ノッチは約15cm）抜けた。
2000年7月 1〜6号機
過去の自主点検検査記録などのデータ改ざんが行われていたことが原子力安全・保安院への内部告発により発覚し、2002年には東京電力もデータ改ざんがなされていた事実を認め、社長南直哉等当時の首脳陣が引責辞任した（東京電力原発トラブル隠し事件）。
2004年8月 全プラント再調査
8月13日、本発電所、福島第二原子力発電所の建設時に使われたコンクリート用の砂利を納入した骨材製造会社の元従業員による告白で、アルカリ骨材反応性試験の成績書を捏造し、品質保証をすり抜けていた事実が報道された（報道時には主として浜岡原子力発電所4号機の建設での同様の問題が報じられた）。原子力安全・保安院は東京電力に対して事実関係の調査とコンクリートの健全性にかかわる調査を指示、同年10月22日に報告書が提出された。その後、11月11日、12日に渡り、保安院によって全プラントの目視調査、圧縮強度測定が実施された。アルカリシリカ反応性試験に係る規準が整備されたのは1986年で、それ以降に竣工した建物は雑固体廃棄物減容処理建屋で、骨材を納入した5社のうち東洋機工が捏造を行っていた。事情聴取の他、第三者試験機関が保有する成績書と納入業者が保有する成績書を照合し、健全性が確認されたとしている。規準整備以前に建設された建物については以前より自主的にコア採取、促進膨張試験等を定期的に実施しており、8月に臨時試験、9月に目視検査を行った結果、設計基準強度を上回っていることを確認した、としている。保安院は11月に自ら実施した調査を踏まえ、東京電力の報告を妥当と評価した。再発防止策としては、試験成績書原本を第三者機関から直接受領し、サンプルすり替え対策として発送時に第三者機関の職員による立会い確認をすることとした。
2010年6月17日 2号機
水位低下事故。3号機プルサーマルのためMOX燃料を導入しようとした矢先、2号機で水位低下する事故が発生。
2011年3月11日 1・2・3・4号機
2011年3月11日に発生した東北地方太平洋沖地震とその地震による津波で、外部からの電源と発電所内の非常用ディーゼル発電機による電源の双方を失う「全交流電源喪失」状態に陥り原子炉の冷却機能が失われたため、炉心溶融等により大量の放射性物質が放出された。原子力安全・保安院による暫定評価は最悪のレベル7。事故の詳細と経緯については福島第一原子力発電所事故・福島第一原子力発電所事故の経緯の記事をそれぞれ参照。